# Бичаев, Александр Олегович
Александр Олегович Бичаев (8 декабря 1988, Демидов, Смоленская область, СССР  — 15 февраля 2023, Кременная, Украина) — российский военнослужащий, командир взвода и  старший лейтенант. Герой Российской Федерации (посмертно, 2023).

## Биография
Родился 8 декабря 1988 года в городе Демидов Смоленской области. 
Бичаев учился в демидовской начальной школе № 2, затем перевёлся в среднюю школу в посёлке городского типа  Пржевальское Демидовского района, которую окончил в 2007 году. С школьных времён увлекался различными видами спорта. 
Александр в 2012 году окончил Военную академию войсковой противовоздушной обороны Вооружённых сил Российской Федерации. По распределению служил в Ульяновске командиром зенитно-ракетного взвода в 31-й отдельной гвардейской десантно-штурмовой бригаде ВДВ. 
С 2016 по 2020 год проходил службу в 45-й отдельной гвардейской бригаде специального назначения ВДВ в должности начальника приёмо-передающей группы роты связи отряда специальной разведки, затем заместителем командира группы специального назначения роты спецназа.
В июле-августе 2020 года возглавлял команду ВДВ, занявшую первое место на военном конкурсе по альпинизму «Эльбрусское кольцо — 2020».
В 2022 году был переведён в 76-ю гвардейскую десантно-штурмовую дивизию в городе Пскове командиром зенитно-ракетного взвода зенитно-ракетной батареи 2-го десантного батальона 237-го гвардейского десантно-штурмового полка.
Был участником двух войн: в Сирии и Украине.
Погиб на поле боя 15 февраля 2023 года в ходе российского нападения на Украину. 

## Звания и награды
- За мужество и героизм, проявленные при исполнении воинского долга, присвоено звание Героя Российской Федерации (посмертно, секретным указом Президента России, 2023)[4]
- Орден Мужества (20 февраля 2023)
- Медаль Суворова (4 мая 2021)

## Память
- В Смоленской области разместили портреты Александра Бичаева (10 билбордов)[5].
- В Смоленской области планируют снять фильм о подвиге Александра Бичаева[6].
- Имеется цель учредить ежегодный региональный турнир памяти Бичаева по спортивному ориентированию[7].